# I-42 (tàu ngầm Nhật)
I-42 là một tàu ngầm tuần dương lớp Type-B (巡潜乙型潜水艦 Junsen Otsu-gata sensuikan) được Hải quân Đế quốc Nhật Bản chế tạo trong giai đoạn Chiến tranh Thế giới thứ hai. Nhập biên chế năm 1943, nó chỉ kịp thực hiện một chuyến tuần tra duy nhất trong chiến tranh tại khu vực Tây Nam Thái Bình Dương trước khi bị tàu ngầm Hoa Kỳ USS Tunny đánh chìm gần Angaur, Palau vào ngày 23 tháng 3, 1944.

## Thiết kế và chế tạo

### Thiết kế
Tàu ngầm Type B Cải tiến 1 (lớp I-40) (còn gọi là Type B2) được cải tiến từ Type B1 dẫn trước, có trọng lượng hơi lớn hơn và trang bị động cơ diesel có thiết kế đơn giản hơn nhằm thúc đẩy việc chế tạo. Chúng có trọng lượng choán nước 2.631 tấn (2.589 tấn Anh) khi nổi và 3.713 tấn (3.654 tấn Anh) khi lặn, lườn tàu có chiều dài 108,7 m (356 ft 8 in), mạn tàu rộng 9,3 m (30 ft 6 in) và mớn nước sâu 5,1 m (16 ft 9 in). Con tàu có thể lặn sâu đến 100 m (328 ft), và có một thủy thủ đoàn đầy đủ bao gồm 94 sĩ quan và thủy thủ.
Type B2 trang bị hai động cơ diesel Kampon Mk.1A Model 10 công suất 5.500 mã lực phanh (4.101 kW), mỗi chiếc vận hành một trục chân vịt. Khi lặn, mỗi trục được vận hành bởi một động cơ điện công suất 1.000 mã lực (746 kW). Khi di chuyển trên mặt nước nó đạt tốc độ tối đa 23,5 hải lý trên giờ (43,5 km/h; 27,0 mph) và 8 hải lý trên giờ (15 km/h; 9,2 mph) khi lặn dưới nước, tầm xa hoạt động của Type B2 là 14.000 hải lý (26.000 km; 16.000 mi) ở tốc độ 16 hải lý trên giờ (30 km/h; 18 mph), và có thể lặn xa 96 nmi (178 km; 110 mi) ở tốc độ 3 hải lý trên giờ (5,6 km/h; 3,5 mph).
Những chiếc Type B2 có sáu ống phóng ngư lôi 53,3 cm (21,0 in), tất cả được bố trí trước mũi, và mang theo tổng cộng 17 quả ngư lôi Kiểu 95. Vũ khí trên boong tàu bao gồm khẩu hải pháo 14 cm (5,5 in), và hai pháo phòng không 25 mm Type 96. Hầm chứa máy bay được tích hợp vào tháp chỉ huy và hướng ra phía trước. Máy phóng máy bay được bố trí hướng ra phía trước, trong khi khẩu hải pháo trên boong đặt phía sau. Cách sắp xếp này giúp chiếc thủy phi cơ Yokosuka E14Y tận dụng tốc độ hướng ra trước của con tàu khi được phóng lên.

### Chế tạo
I-42 được đặt lườn như là chiếc Tàu ngầm số 372 tại Xưởng vũ khí Hải quân Kure ở Kure, Hiroshima vào ngày 18 tháng 3, 1942. Nó được đổi tên thành I-42 vào ngày 20 tháng 8, 1942, trước khi được hạ thủy vào ngày 10 tháng 11, 1941. Con tàu hoàn tất và nhập biên chế vào ngày 3 tháng 11, 1943, dưới quyền chỉ huy của Thiếu tá Hải quân Watanabe Katsuji.

## Lịch sử hoạt động
Ngay khi nhập biên chế, I-42 được phối thuộc cùng Quân khu Hải quân Yokosuka. Vào cuối tháng 11, 1943, nó tham gia thực hành chống tàu ngầm trong biển nội địa Seto cùng các tàu ngầm I-43, I-184, Ro-40 và Ro-113 và với tàu tiếp liệu tàu ngầm Chōgei.
Vào ngày 1 tháng 1, 1944, I-42 được điều về Đội tàu ngầm 11 thuộc Hải đội Tàu ngầm 7 cùng với các chiếc I-43, I-184, Ro-40, Ro-113 và các tàu ngầm I-52, I-183, Ro-41, Ro-43, Ro-114 và Ro-115. Đến ngày 31 tháng 1, nó lại được điều sang Đội tàu ngầm 15 trực thuộc Đệ Lục hạm đội.
Vào ngày 12 tháng 2, I-42 khởi hành từ Yokosuka cho chuyến tuần tra duy nhất của nó trong chiến tranh tại khu vực Đông Bắc căn cứ Truk thuộc quần đảo Caroline, đi đến khu vực tuần tra được chỉ định vào ngày 20 tháng 2. Nó ghé đến Saipan thuộc quần đảo Mariana trong các ngày 3 và 4 tháng 3, rồi tiếp tục đi đến Truk, đến nơi vào ngày 7 tháng 3. Chiếc tàu ngầm lại lên đường vào ngày 15 tháng 3 cho một chuyến đi tiếp liệu đến Palau, đến nơi vào ngày 19 tháng 3. Sau khi cho hành khách rời tàu và chất dỡ hàng hóa, nó rời Palau vào ngày 23 tháng 3 cho một chuyến đi tiếp liệu đến căn cứ Rabaul trên đảo New Britain, dự định sẽ đến nơi vào ngày 30 tháng 3.
I-42 đang chạy zig-zag trên mặt biển với tốc độ 18 kn (33 km/h) khi nó bị tàu ngầm Hoa Kỳ USS Tunny, vốn đã được cảnh báo về sự hiện diện của tàu ngầm đối phương trong khu vực nhờ giải mã tình báo tín hiệu, phát hiện qua radar lúc 21 giờ 19 phút ngày 23 tháng 3 ở khoảng cách 13.000 yd (12 km). Tunny tiếp cận mục tiêu trên mặt biển ở khoảng cách nhìn thấy, và cũng bị I-42 trông thấy; rồi trong suốt 90 phút tiếp theo cả hai chiếc tàu ngầm nỗ lực cơ động vào vị trí có thể tấn công đối thủ đồng thời né tránh đối phương tấn công. Cuối cùng lúc 23 giờ 24 phút, ở vị trí cách 6 nmi (11 km) về phía Tây Nam Angaur, Tunny phóng bốn quả ngư lôi nhắm vào I-42 từ khoảng cách 1.900 yd (1,7 km), rồi bẻ hết lái sang mạn phải để né tránh va chạm, và lặn khẩn cấp nhằm đề phòng đối phương phản công. Tunny trông thấy hai vụ nổ lớn trước khi nó kịp lặn xuống, và đang khi đi ngầm ở độ sâu 150 ft (46 m), nó nghe thấy tiếng chân vịt của I-42 ngừng quay và âm thanh tàu ngầm đối phương bị ép vỡ dưới nước trong một giờ tiếp theo. I-42 cuối cùng bị đắm tại tọa độ 06°40′B 134°03′Đ / 6,667°B 134,05°Đ.
Vào ngày 27 tháng 4, 1944, Hải quân Đế quốc Nhật Bản công bố I-42 có thể đã bị mất với tổn thất toàn bộ 102 thành viên trên tàu tại khu vực phía Bắc quần đảo Admiralty. Tên nó được cho rút khỏi đăng bạ hải quân vào ngày 30 tháng 4, 1944.